# روب هال
روب هال (بالإنجليزية: Robert Edwin Hall)‏ هو متسلق الجبال نيوزلندي، ولد في 14 يناير 1961 في كرايستشرش في نيوزيلندا، وتوفي في 11 مايو 1996 في جبل إفرست في نيبال بسبب انخفاض درجة الحرارة.

## وصلات خارجية
- روبرت هال على موقع الموسوعة البريطانية (الإنجليزية)
- روبرت هال على موقع الموسوعة البريطانية (الإنجليزية)
- روبرت هال على موقع إن إن دي بي (الإنجليزية)